# Asteronotus cespitosus
Espèce
Synonymes
- Asteronotus brassica Allan, 1932
- Asteronotus fuscus O'Donoghue, 1924
- Asteronotus hemprichi Ehrenberg, 1831
- Jorunna marchadi Risbec, 1956[1]

L'Astéronotus verruqueux (Asteronotus cespitosus) est une espèce de nudibranches de la famille des Discodorididae. La coloration du corps de ce mollusque varie entre le brun-gris et le vert. Les membres de cette espèce mesurent entre 90 et 250 mm de longueur à l'âge adulte. L'espèce est reconnaissable grâce à son corps rond, ainsi qu'à son manteau recouvert de tubercules et à ses rhinophores en forme de massue. A. cespitosus se rencontre dans le bassin Indo-Pacifique, notamment à Hawaï, à Mayotte, à La Réunion ou encore en Nouvelle-Calédonie.

## Taxinomie et étymologie
L'espèce est décrite pour la première fois par le zoologiste néerlandais Johan Coenraad van Hasselt dans une lettre au naturaliste Theodorus van Swinderen écrite de Java en mai 1823 ; cette lettre est publiée en français dans le Bulletin des Sciences Naturelles et de Géologie en 1824, soit un an après la mort de l'auteur. Plusieurs fois, des espèces considérées comme nouvellement décrites ont été classées comme synonymes de l'Astéronotus verruqueux. Le nom du genre Asteronotus signifie « dos étoilé » en grec et renvoie à la présence des tubercules ; l'épithète spécifique cespitosus provient du mot latin signifiant « gazon ».